# Aleksej Aleksandrovič Saltykov
Aleksej Aleksandrovič Saltykov (Mosca, 13 maggio 1934 – Mosca, 8 aprile 1993) è stato un regista sovietico.

## Filmografia parziale

### Regista
- Bej, baraban! (1962)
- Predsedatel' (1964)
- Bab'e carstvo (1967)
- Direktor (1969)
- Sibirjačka (1972)
- Vozvrata net (1973)
- Emel'jan Pugačёv (1978)
- Gospodin Velikij Novgorod (1984)